# Rohrbach (Glasmacher)
Die Rohrbach waren eine bedeutende Glasmacher- und Industriellenfamilie, die von 1768 bis 1945 mehrere Glashütten und Industriebetriebe in der Grafschaft Glatz betrieb.

## Herkunft
Die Glasmacher Rohrbach sind urkundlich erstmals in der Zeit des Dreißigjährigen Krieges nachgewiesen. Damals besaßen sie eine später untergegangene Hütte im Tal der Mohrau, einem linken Nebenfluss der Landecker Biele. Ab 1691 sind sie wohnsitzmäßig im oberen Erlitztal belegt, ab 1768 als selbständige Hüttenmeister. Begründer dieser Glasdynastie waren die Brüder
- Ignaz Rohrbach († 1792) und
- Johann Christoph Rohrbach († 1818); erwarb 1801 die Glashütte in Königswalde.

## Hütten und Betriebe
Folgende Glashütten und Glasveredelungsbetriebe sind mit der Familie Rohrbach verbunden:

### Kaiserswalde
Die Glashütte von Kaiserswalde am linken Ufer der Wilden Adler entwickelte sich aus der böhmischen Glashütte Friedrichswald, die 1662 von Adam Paul Peterhansel gegründet worden war. 1768 pachteten die Brüder Ignaz und Johann Christoph Rohrbach die Kaiserswalder Glashütte. Sie war bis 1783 im Besitz des Stephan Olivier von Wallis auf Plomnitz. Nach mehreren Besitzerwechseln erwarben die Brüder Rohrbach 1801 die Glashütte mit der zugehörigen Siedlung Kaiserswalde als Eigentum. Nachfolgend entwickelte sich die Hütte zu einem der erfolgreichsten Glasunternehmen. Nach dem Tod Ignaz Rohrbachs 1792 leitete Johann Christoph Rohrbach die Hütte allein. 1812 baute er sie vollständig um. Gleichzeitig wurde die bisherige Holzfeuerung aufgegeben und die Öfen auf Torf und Steinkohle umgestellt. Nach Christophs Tod 1818 übernahm seine Frau Elisabeth geborene Hatscher den Betrieb, den sie 1835 an den Glasfabrikanten August Hatscher, vermutlich ihren Bruder, verkaufte.

### Glashütte Schreckendorf
1783 pachteten Ignaz und Christoph Rohrbach vom damaligen Schreckendorfer Grundherrn Friedrich Wilhelm von Schlabrendorf die Wallis'sche Glashütte, die 1756 vom Grafen Stephan Olivier Wallis gegründet worden war. Diese hatte den Rohrbachs zuvor erhebliche Konkurrenz gemacht. Nach dem Tod von Ignaz Rohrbach 1792 übernahm diese Glashütte sein Sohn Karl Rohrbach. Die Hütte wurde wenig erfolgreich geführt und 1795, angeblich wegen nicht mehr vorhandener Holzvorräte, aufgegeben.

### Friedrichsgrund bei Rückers
Im Jahre 1770 erhielten die Brüder Ignaz und Christoph Rohrbach die Genehmigung, im Waldgebiet nordwestlich von Rückers eine Glashütte zu errichten. Für den Betrieb der Hütte durften jährlich 1500 Klafter Holz aus den umliegenden königlichen Forsten sowie aus dem Nesselgrunder Forst reiner Quarzsand entnommen werden. Auf Anregung des Ministers Karl Georg von Hoym benannten sie die Hütte nach dem preußischen König Friedrich II. Friedrichsgrund, deren Name auch auf die entstehende Siedlung übertragen wurde.
Für den Betrieb der Hütte stellte Ignaz Rohrbach in den ersten Jahren 60 Glasmacher, -veredler, -schleifer und -dekomaler sowie weitere Zuarbeiter ein, unter ihnen zahlreiche Fachkräfte aus der Harrachsdorfer Glashütte. Neben feinem Kristallglas wurde auch feines farbloses Glas hergestellt. Für das Neue Palais in Potsdam wurden neben Tafel- und Kronleuchtern auch andere Glaswaren geliefert, wodurch Friedrichsgrund als die leistungsstärkste Hütte Schlesiens galt. In den 1780er und 1790er Jahren erbauten die Rohrbachs in Friedrichsgrund zwei weitere Hütten sowie eine Schleiferei. Nach dem Tode Ignaz Rohrbachs 1792 übernahm dessen Sohn Karl Rohrbach Friedrichsgrund. Ende der 1790er Jahre wurden 250 Mitarbeiter beschäftigt. Wegen der Auswirkungen der Koalitionskriege musste die Produktion 1804 vorübergehend eingestellt, konnte jedoch anschließend in vollem Umfang wieder aufgenommen werden. Die produzierten Glaswaren wurden u. a. nach Frankreich, Russland, Österreich und in die USA geliefert. Nach dem Tode Karl Rohrbachs gelangte Friedrichsgrund an dessen Sohn Ferdinand Rohrbach, von dem sie auf Clemens Rohrbach überging. Er adoptierte seinen Schwiegersohn Dr. Victor Kolbe, der sich danach Kolbe-Rohrbach nannte. Dessen Witwe Veronika leitete die Hütte bis zur Vertreibung 1945. Nach dem Übergang an Polen wurde der Betrieb an die verstaatlichte Glasfirma in Szczytna (Rückers) angeschlossen.

### Neu Friedrichsgrund
Die Brüder Ignaz und Christoph Rohrbach legten 1781 in der Nähe von Friedrichsgrund eine Siedlung für Waldarbeiter an, die für den Betrieb der Friedrichsgrunder Glashütte benötigt wurden. Sie wurde zunächst als Neu Rückers und ab 1825 als Neu Friedrichsgrund bezeichnet. Nach dem Übergang an Polen wurde sie 1945 in Batorówek umbenannt.

### Waldstein bei Rückers
Ferdinand und Franz Rohrbach, Söhne des Karl Rohrbach, erwarben 1860 vom damaligen Grundherrn der Herrschaft Rückers, Fürst Hermann von Pückler-Muskau, die Glashütte Waldstein in Walddorf, die bis dahin Franz Losky gepachtet hatte, der spätere Begründer der Oranienhütte in Schreckendorf. Nach dem Tod von Franz Rohrbach 1880, der zu diesem Zeitpunkt Alleinbesitzer der Hütte war, erbte dessen Besitzungen seine einzige Tochter Helene, die mit dem Hauptmann Bruno Klein verheiratet war. Er modernisierte den Betrieb und richtete Glasschleifereien ein, die gewinnbringend arbeiteten. Seine Witwe Helene übertrug die Leitung dem Glasmacher Knye, der in der Friedrichsgrunder Hütte ausgebildet worden war. In ihrem Testament bestimmte sie Knye zum Teilhaber des Betriebs. Wegen der Weltwirtschaftskrise ging der Betrieb in den 1930er Jahren in Konkurs.

### Kristallglas-Hüttenwerke Rückers
Um 1870 wurde in Rückers eine Veredelungswerkstatt errichtet, die an die Firma Rohrbach gelangte. Sie wurde zur Glasschleiferei vergrößert und als F. Rohrbach und Karl Böhme KG betrieben. 1895 folgte eine Glashütte, die seit 1897 als Kristallglas-Hüttenwerke Rückers, F. Rohrbach und Karl Böhme KG firmierte. 1930 gelangte sie als Alleinbesitz an den Breslauer Unternehmer Wilhelm Knittel, der seit 1911 als persönlich haftender Gesellschafter der Firma angehörte.

## Künstler aus der Familie Rohrbach
- Ignaz Rohrbach (1691–1747), Bildhauer
- Ignaz Rohrbach (1823–1913), Glasmaler
- Wilhelm Rohrbach der Ältere, Glasbildmaler (1823–?)[3]
- Wilhelm Rohrbach (1858–1949), Glasmaler